# Victor Hănescu
Victor Hănescu (Boekarest, 21 juli 1981) is een voormalig Roemeense tennisser.

## Carrière
Hănescu wist in 2005 de kwartfinale van Roland Garros te bereiken, zijn beste prestatie op een grandslamtoernooi. De Roemeen won in 2008 zijn eerste ATP-toernooi, namelijk het ATP-toernooi van Gstaad. In 2009 bereikte de Roemeen de achtste finale van Roland Garros, zijn op een na beste Grand Slam-prestatie.

## Palmares
| Legenda                       | Legenda               |
| ----------------------------- | --------------------- |
| Grand Slam                    |                       |
| Olympische Spelen             |                       |
| tot 2009                      | vanaf 2009            |
| Tennis Masters Cup            | ATP Finals            |
| ATP Masters Series            | ATP Tour Masters 1000 |
| ATP International Series Gold | ATP Tour 500          |
| ATP International Series      | ATP Tour 250          |

### Enkelspel
| Nr.                  | Datum             | Toernooi       | Ondergrond | Tegenstander in finale | Score            | Details |
| -------------------- | ----------------- | -------------- | ---------- | ---------------------- | ---------------- | ------- |
| Gewonnen finales     |                   |                |            |                        |                  |         |
| 1.                   | 13 juli 2008      | ATP Gstaad     | Gravel     | Igor Andrejev          | 6-3, 6-4         | Details |
| Verloren finales     |                   |                |            |                        |                  |         |
| 1.                   | 16 september 2007 | ATP Boekarest  | Gravel     | Gilles Simon           | 6-4, 3-6, 2-6    | Details |
| 2.                   | 19 juli 2009      | ATP Stuttgart  | Gravel     | Jérémy Chardy          | 6-1, 3-6, 4-6    | Details |
| 3.                   | 10 april 2010     | ATP Casablanca | Gravel     | Stanislas Wawrinka     | 2-6, 3-6         | Details |
| 4.                   | 21 mei 2011       | ATP Nice       | Gravel     | Nicolás Almagro        | 7-6(5), 3-6, 3-6 | Details |
| Gewonnen challengers |                   |                |            |                        |                  |         |
| 1.                   | 29 september 2002 | Maia           | Gravel     | Óscar Hernández        | 6-1, 3-6, 6-3    |         |
| 2.                   | 9 oktober 2004    | Rome           | Gravel     | Francesco Aldi         | 7-6, 6-2         |         |
| 3.                   | 5 augustus 2007   | Timișoara      | Gravel     | Santiago Ventura       | 7-6, 6-3         |         |
| 4.                   | 18 augustus 2007  | Graz           | Gravel     | Leonardo Mayer         | 7-6, 6-2         |         |
| 5.                   | 30 september 2007 | Boekarest      | Gravel     | Marcel Granollers      | 7-6, 6-1         |         |

### Dubbelspel
| Nr.                               | Datum             | Toernooi      | Ondergrond | Partner         | Tegenstanders in finale             | Score         | Details       |
| --------------------------------- | ----------------- | ------------- | ---------- | --------------- | ----------------------------------- | ------------- | ------------- |
| Gewonnen finales heren dubbel     |                   |               |            |                 |                                     |               |               |
| 1.                                | 20 juli 2008      | ATP Kitzbühel | Gravel     | James Cerretani | Lucas Arnold Ker Olivier Rochus     | 6-3, 7-5      | Details       |
| 2.                                | 26 februari 2011  | ATP Acapulco  | Gravel     | Horia Tecău     | Marcelo Melo Bruno Soares           | 6-1, 6-3      | Details       |
| Verloren finales heren dubbel     |                   |               |            |                 |                                     |               |               |
| 1.                                | 18 september 2005 | ATP Boekarest | Gravel     | Andrei Pavel    | José Acacuso Sebastián Prieto       | 3-6, 6-4, 3-6 | Details       |
| Gewonnen challengers heren dubbel |                   |               |            |                 |                                     |               |               |
| 1.                                | 2 juni 2002       | Turijn        | Gravel     | Óscar Hernández | Denis Golovanov Vadim Kutsenko      | 6-4, 6-3      | 6-4, 6-3      |
| 2.                                | 25 augustus 2002  | Genève        | Gravel     | Leonardo Olguin | Andreas Schneiter Orlin Stanoytchev | 1-6, 6-4, 6-4 | 1-6, 6-4, 6-4 |

## Prestatietabellen
| Legenda | Legenda                          |
| ------- | -------------------------------- |
| g.t.    | geen toernooi gehouden           |
| l.c.    | lagere categorie                 |
| –       | niet deelgenomen                 |
| G       | uitgeschakeld in de groepsfase   |
| 1R      | uitgeschakeld in de eerste ronde |
| 2R      | uitgeschakeld in de tweede ronde |
| 3R      | uitgeschakeld in de derde ronde  |
| 4R      | uitgeschakeld in de vierde ronde |
| KF      | uitgeschakeld in de kwartfinale  |
| HF      | uitgeschakeld in de halve finale |
| F       | de finale verloren               |
| W       | het toernooi gewonnen            |
| w-v     | winst/verlies-balans             |

### Enkelspel
Deze gegevens zijn bijgewerkt tot en met 25 januari 2013
| Toernooi              | 2000              | 2001              | 2002              | 2003              | 2004              | 2005              | 2006              | 2007              | 2008              | 2009   | 2010   | 2011   | 2012   | 2013   | 2014   | 2015   | Carrière w-v |
| --------------------- | ----------------- | ----------------- | ----------------- | ----------------- | ----------------- | ----------------- | ----------------- | ----------------- | ----------------- | ------ | ------ | ------ | ------ | ------ | ------ | ------ | ------------ |
| Grandslamtoernooien   |                   |                   |                   |                   |                   |                   |                   |                   |                   |        |        |        |        |        |        |        |              |
| Australian Open       | –                 | –                 | –                 | –                 | 1R                | 2R                | 1R                | 1R                | 1R                | 2R     | 2R     | 1R     | 1R     | 1R     | 2R     | –      | 4-11         |
| Roland Garros         | –                 | –                 | –                 | 3R                | 2R                | KF                | –                 | 1R                | 2R                | 4R     | 3R     | 2R     | 1R     | 3R     | 1R     | –      | 16-11        |
| Wimbledon             | –                 | –                 | –                 | 3R                | 1R                | 2R                | –                 | –                 | 2R                | 3R     | 3R     | 2R     | –      | 1R     | 1R     | –      | 9-9          |
| US Open               | –                 | –                 | –                 | 1R                | 1R                | 1R                | –                 | –                 | 2R                | 1R     | 2R     | 1R     | –      | 1R     | –      | –      | 2-8          |
| Winst-verlies         | 0-0               | 0-0               | 0-0               | 4-3               | 1-4               | 6-4               | 0-1               | 0-2               | 3-4               | 6-4    | 6-4    | 2-4    | 0-2    | 2-4    | 1-3    | 0-0    | 31-39        |
| Tennis Masters Cup    |                   |                   |                   |                   |                   |                   |                   |                   |                   |        |        |        |        |        |        |        |              |
| ATP World Tour Finals | –                 | –                 | –                 | –                 | –                 | –                 | –                 | –                 | –                 | –      | –      | –      | –      | –      | –      | –      | 0-0          |
| ATP Masters 1000      |                   |                   |                   |                   |                   |                   |                   |                   |                   |        |        |        |        |        |        |        |              |
| Indian Wells          | –                 | –                 | –                 | –                 | 2R                | 1R                | –                 | –                 | 2R-               | 1R     | 2R     | 2R     | –      | 1R     | 2R     | 2R     | 6-9          |
| Miami                 | –                 | –                 | –                 | –                 | 1R                | 2R                | 1R                | –                 | 1R                | 1R     | 1R     | 1R     | –      | 2R     | 1R     | –      | 2-9          |
| Monte Carlo           | –                 | –                 | –                 | –                 | –                 | 3R                | 1R                | –                 | –                 | 2R     | 1R     | 1R     | 1R     | 1R     | –      | –      | 3-7          |
| Rome                  | –                 | –                 | –                 | 2R                | –                 | 2R                | 1R                | –                 | –                 | 1R     | 3R     | 1R     | –      | –      | –      | –      | 4-6          |
| Hamburg               | –                 | –                 | –                 | –                 | 2R                | –                 | –                 | –                 | –                 | n.v.t. | n.v.t. | n.v.t. | n.v.t. | n.v.t. | n.v.t. | n.v.t. | 1-1          |
| Madrid                | n.v.t.            | n.v.t.            | –                 | –                 | –                 | 2R                | –                 | –                 | 2R                | 1R     | 3R     | 1R     | 1R     | –      | –      | –      | 4-6          |
| Montréal/Toronto      | –                 | –                 | –                 | –                 | –                 | –                 | –                 | –                 | –                 | 3R     | 3R     | –      | –      | –      | –      | –      | 4-2          |
| Cincinnati            | –                 | –                 | –                 | –                 | –                 | –                 | –                 | –                 | –                 | 1R     | 1R     | –      | –      | –      | –      | –      | 0-2          |
| Shanghai              | Geen Masters 1000 | Geen Masters 1000 | Geen Masters 1000 | Geen Masters 1000 | Geen Masters 1000 | Geen Masters 1000 | Geen Masters 1000 | Geen Masters 1000 | Geen Masters 1000 | 1R     | –      | –      | –      | 1R     | –      | –      | 0-2          |
| Parijs                | –                 | –                 | –                 | 2R                | 2R                | 1R                | –                 | –                 | –                 | 1R     | –      | –      | 2R     | –      | –      | –      | 1-5          |
| Olympische Spelen     |                   |                   |                   |                   |                   |                   |                   |                   |                   |        |        |        |        |        |        |        |              |
| Olympische Spelen     | –                 | n.v.t.            | n.v.t.            | n.v.t.            | 1R                | n.v.t.            | n.v.t.            | n.v.t.            | 2R                | n.v.t. | n.v.t. | n.v.t. | –      | n.v.t. | n.v.t. | n.v.t. | 1-2          |
| Statistieken          |                   |                   |                   |                   |                   |                   |                   |                   |                   |        |        |        |        |        |        |        |              |
| Totaal aantal titels  | 0                 | 0                 | 0                 | 0                 | 0                 | 0                 | 0                 | 0                 | 1                 | 0      | 0      | 0      | 0      | 0      | 0      | 0      | 1            |
| Totaal winst-verlies  | {{{1}}}           | {{{1}}}           | 5-3               | 15-13             | 19-25             | 26-25             | 0-7               | 8-9               | 23-23             | 27-33  | 25-24  | 16-25  | 6-13   | 18-26  | 11-17  | 1-1    | 201-244      |
| Eindejaarsranking     | 479               | 210               | 170               | 70                | 88                | 36                | 643               | 77                | 50                | 48     | 51     | 90     | 62     | 80     | 122    | 279    | n.v.t.       |

### Dubbelspel
| Toernooi        | 2004 | 2005 | 2006 | 2007 | 2008 | 2009 | 2010 | 2011 | 2012 | 2013 |
| --------------- | ---- | ---- | ---- | ---- | ---- | ---- | ---- | ---- | ---- | ---- |
| Australian Open | 1R   | –    | 1R   | –    | –    | 1R   | –    | 1R   | 1R   | 2R   |
| Roland Garros   | –    | 1R   | –    | –    | –    | –    | 1R   | 1R   | 2R   | 1R   |
| Wimbledon       | –    | 2R   | –    | –    | 2R   | 2R   | –    | –    | –    | –    |
| US Open         | –    | 2R   | –    | –    | 1R   | 1R   | 2R   | 1R   | –    | –    |